# Рас бен Сака
Рас бен Сака (на арабски: أس بن سكة) е най-северната точка на континента Африка. Носът е разположен на Средиземно море, в близост до град Бизерте и на 78 км северозападно от Тунис, Тунис.
Той е само на 950 м от нос Рас ал Абиад (Бели нос), който обикновено се характеризира за най-северната точка на континента и достига до 30 м по-южно от Рас бен Сака.